# Mopek zachodni
Mopek zachodni (Barbastella barbastellus) – gatunek ssaka z podrodziny mroczków (Vespertilioninae) w obrębie rodziny mroczkowatych (Vespertilionidae).

## Nazwa zwyczajowa
W polskiej literaturze zoologicznej dla oznaczenia gatunku używana była nazwa zwyczajowa „mopek”. W wydanej w 2015 roku przez Muzeum i Instytut Zoologii Polskiej Akademii Nauk publikacji „Polskie nazewnictwo ssaków świata” gatunkowi przypisano jednak oznaczenie mopek zachodni, rezerwując nazwę mopek dla rodzaju Barbastella.

## Taksonomia
Gatunek po raz pierwszy zgodnie z zasadami nazewnictwa binominalnego opisał w 1774 roku niemiecki przyrodnik Johann Christian Daniel von Schreber nadając mu nazwę Vespertilio barbastellus. Holotyp pochodził z Burgundii, we Francji. Podgatunek po raz pierwszy zgodnie z zasadami nazewnictwa binominalnego opisał zespół hiszpańskich zoologów (Domingo Trujillo, Carlos Ibáñez i Javier Juste) nadając mu nazwę Barbastella barbastellus guanchae. Okaz typowy pochodził z „Barranco de La Centera”, na wysokości 300 m n.p.m., w La Guancha, na Teneryfie, na Wyspach Kanaryjskich.
Autorzy Illustrated Checklist of the Mammals of the World rozpoznają dwa podgatunki.

### Etymologia
- Barbastella i barbastellus: fr. barbastelle „mopek”, od łac. barba „broda, zarost”[13].
- guanchae: La Guancha, Wyspy Kanaryjskie[14].

## Zasięg występowania
Mopek zachodni występuje w zależności od podgatunku:
- B. barbastellus barbastellus – Europa od Irlandii i Półwyspu Iberyjskiego na wschód do Łotwy, Białorusi, Ukrainy i Kaukazu; także główne wyspy Morza Śródziemnego, Maroko i Turcja (Anatolia); prawdopodobnie wymarły w Belgii, Holandii i Norwegii.
- B. barbastellus guanchae – Wyspy Kanaryjskie (Teneryfa i La Gomera).

## Morfologia
Długość ciała (bez ogona) 45–60 mm, długość ogona 36–52 mm, długość ucha 12–18 mm, długość przedramienia 35–43 mm; masa ciała 5–14 g. Wzór zębowy: I {\displaystyle {\tfrac {2}{3}}} C {\displaystyle {\tfrac {}{1}}} P {\displaystyle {\tfrac {2}{2}}} M {\displaystyle {\tfrac {3}{3}}} = 34. Kariotyp wynosi 2n = 32 i FN = 50. Ciało pokryte długim jedwabistym futerkiem. Grzbiet ciała ma kolor od ciemnobrązowego do prawie czarnego, brzuch ciała jest jaśniejszy. Krótkie uszy zrośnięte nasadami nad czołem, pyszczek płaski.

## Ekologia
BiotopZwiązany z terenami leśnymi. Latem kryje się najczęściej w szczelinach pni drzew, pod odstającą korą, jak również w kryjówkach sztucznych, np. szczelinach w ścianach i dachach budynków, za okiennicami, a nawet w mostach. Zimuje w chłodnych podziemiach, zwłaszcza dużych fortyfikacjach ceglanych i betonowych, tunelach dawnych kopalń i obiektach poprzemysłowych, piwnicach, nielicznie również w jaskiniach, wyjątkowo w dziuplach drzew.
Tryb życiaJego podstawowym pokarmem są drobne motyle nocne, które chwyta w locie, w pobliżu koron drzew. Na łowy wylatuje wieczorem, dość wcześnie. Nie poluje jednak całą noc, część nocy spędza w ukryciu, by przed świtem ponownie wylecieć na łowy. W czasie lotu w ciemności posługuje się echolokacją, wysyłając i odbierając odbite od przeszkody, niesłyszalne dla człowieka ultradźwięki. Również za pomocą ultradźwięków lokalizuje owady. W październiku lub w listopadzie (gdy jesień jest długa i ciepła) zapada w sen zimowy, który trwa do marca lub kwietnia. Na sen zimowy wybiera miejsca względnie chłodne i suche, gdzie temperatura wynosi 0–5 °C. W miejscach szczególnie nadających się do zimowania spotkać można czasami całe kolonie tych nietoperzy.
RozródGody odbywają się jesienią. Na wiosnę samica rodzi jedno, lub dwoje młodych, które żywią się mlekiem matki, aż do uzyskania samodzielności. Żyją do 22 lat.

## Ochrona
W Polsce jest objęty ścisłą ochroną gatunkową, wymagający ochrony czynnej. Dodatkowo obowiązuje zakaz umyślnego płoszenia lub niepokojenia, jak również fotografowania, filmowania lub obserwacji, mogących powodować płoszenie lub niepokojenie.